# Istituto agronomico mediterraneo di Bari
L’Istituto agronomico mediterraneo (IAM) è un centro di formazione postuniversitaria con sede a Valenzano, nella Città metropolitana di Bari.

## Descrizione
L'istituto fornisce ai laureati la possibilità di effettuare ricerca scientifica applicata e di lavorare in funzione delle esigenze del territorio ed in stretta collaborazione politico-economica coi vari enti territoriali.
Unico in Italia, è uno dei quattro istituti presenti in Europa con sede rispettivamente in Francia (IAM di Montpellier), in Spagna (IAM di Saragozza) e in Grecia (IAM di Chania). Questi quattro costituiscono la struttura operativa del  CIHEAM (Centre international de hautes études agronomiques méditerranéennes - Centro internazionale di alti studi agronomici mediterranei), organismo intergovernativo la cui sede è a Parigi, a cui i quattro istituti europei fanno capo. 
Gli obiettivi che l'IAM di Bari si propone, in concomitanza e accordo con gli altri enti mediterranei dipendenti dal CIHEAM, sono garantire lo sviluppo dell'agricoltura mediterranea, assicurare la diffusione delle conoscenze tecnologiche e scientifiche come miglior misura attraverso cui raggiungere l'ammodernamento delle tecniche produttive, e perseguire la divulgazione della "cultura di collaborazione" come fattore decisivo per un comune sviluppo solidale.
L'operato degli istituti mediterranei si esplica in quattro aree tematiche: la gestione del suolo e delle risorse idriche, la salvaguardia delle colture frutticole mediterranee, l'agricoltura biologica e l'agricoltura sostenibile.

## Storia
L'istituto agronomico nasce nel 1962, in seguito alla fondazione a Parigi del predetto CIHEAM da parte di OCSE e del Consiglio d'Europa, i quali intendono dare al settore agricolo un assetto completo, organizzato e cooperativo. L'IAM barese nasce come sede distaccata del CIHEAM, per l'attuazione del nuovo programma agricolo europeo.
L'IAM barese, che ha come primo direttore  Pasquale Del Prete, rettore dell'Università, ha come obiettivi particolari:
- svolgere insegnamenti post-universitari  sulla tecnica della bonifica integrale;
- formare i quadri tecnici degli organismi, pubblici e privati, con particolare riguardo all'irrigazione e conservazione del suolo;
- formare dei funzionari capaci di far fronte, in una visione globale, ai problemi posti dallo sviluppo del  territorio;
- contribuire a sviluppare lo spirito di cooperazione internazionale nel campo dell'agricoltura.

Nel 1972 dalla sede provvisoria l'IAM si trasferisce, con la guida del direttore pro tempore,  nella nuova sede nell'apposito campus di Valenzano, realizzata a cura dell'Università di Bari.
Il 21 marzo 1973, visita l'istituto il ministro della ricerca scientifica, Pierluigi Romita.
Il 14 giugno 1974 è in visita all'IAM il presidente della Commissione delle comunità economiche europee, M. Xavier Ortoli, accompagnato dal suo vice  Carlo Scarascia Mugnozza e dal ministro per gli affari esteri  Aldo Moro.
Dall'anno accademico 1970-71 i programmi dei corsi e l'attività dell'IAM con le foto dei più importanti eventi e degli allievi sono anche pubblicati in un piccolo yearbook.
Nel 1983 il CIHEAM decide di intrecciare i rapporti con l'Unione europea; conseguentemente a tale accordo si decide l'estensione del progetto all'intera regione mediterranea. 
L'Istituto agronomico di Bari il 14 settembre 2006 riceve la visita del presidente della Repubblica Giorgio Napolitano e del ministro delle politiche agricole alimentari e forestali Paolo De Castro, entrambi giunti insieme a Bari in occasione del viaggio nel capoluogo pugliese.